# U–846
Az U–846 tengeralattjárót a német haditengerészet rendelte a brémai AG Wessertől 1941. január 20-án. A hajót 1943. május 29-én vették hadrendbe. Két harci küldetése volt, hajót nem süllyesztett el.

## Pályafutása
Az U–846 első járőrútjára 1943. december 4-én futott ki Kielből, kapitánya Berthold Hashagen volt. Hajót nem sikerült megtorpedóznia, és 1944. március 3-án befutott Lorient-ba. Második, utolsó útjára április 29-én indult. Május 2-án egy brit Handley Page Halifax típusú gép megtámadta, de a tengeralattjáró légvédelmi fegyvere eltalálta, és a repülő a tengerbe zuhant. Két nap múlva a Vizcayai-öbölben egy kanadai Vickers Wellington harci gép mélységi bombákkal elsüllyesztette a búvárhajót. Az 57 fős legénység valamennyi tagja életét vesztette.

## Kapitány
| Név               | Kezdőnap        | Zárónap        |
| ----------------- | --------------- | -------------- |
| Berthold Hashagen | 1943. május 29. | 1944. május 4. |

## Őrjáratok
| Indulás | Indulónap         | Érkezés | Zárónap          |
| ------- | ----------------- | ------- | ---------------- |
| Kiel    | 1943. december 4. | Lorient | 1944. március 3. |
| Lorient | 1944. április 29. | *       | 1944. május 4.   |

* A tengeralattjáró nem érte el úti célját, elsüllyesztették